# Blepephaeus subcruciatus
Blepephaeus subcruciatus är en skalbaggsart som först beskrevs av White 1858.  Blepephaeus subcruciatus ingår i släktet Blepephaeus och familjen långhorningar. Inga underarter finns listade.